# Base de lancement de missiles de Plokštinė

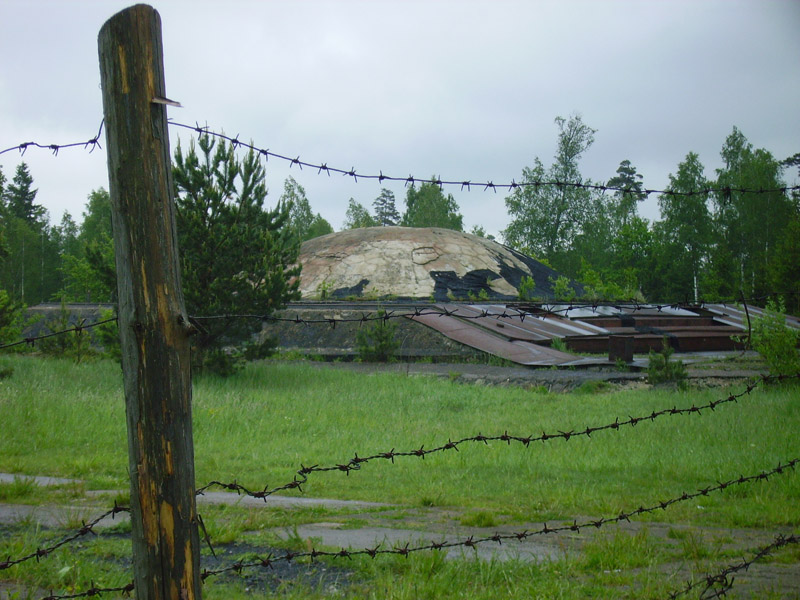
Dôme couvrant le silo à missiles

La base de lancement de missiles de Plokštinė (lituanien : Plokštinės raketų bazė) était une base souterraine de l'Union soviétique. Elle a été construite près du village de Plokščiai, à 13 kilomètres au nord de Plungė, dans la forêt peu peuplée de Plokštinė, près du lac Plateliai, en Lituanie. Il s’agissait de la première base de missiles nucléaires de l’Union soviétique, construite pour accueillir des missiles balistiques à moyenne portée R-12 Dvina. 
En 2012, un musée de la guerre froide a été ouvert sur le site.
Le site semble avoir été exploité par le 79e Régiment des gardes de missiles, qui faisait partie de la 29e Division de gardes de roquettes.

## Historique

### Construction

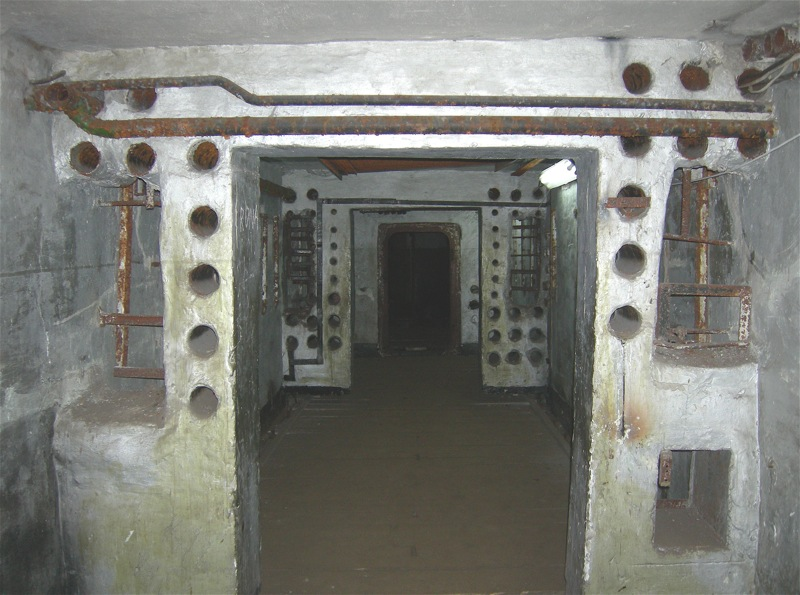
Couloir à l'intérieur de la base de lancement de missiles

Lorsque les États-Unis ont commencé à construire des bases militaires souterraines à la fin des années 1950, l'Union soviétique a ressenti le besoin de maintenir ses capacités militaires. Par conséquent, en septembre 1960, l'URSS commença la construction rapide d'une base militaire souterraine. C'était l'une des premiers en Union soviétique, près du village de Plokščiai dans la République socialiste soviétique de Lituanie. L'emplacement choisi était à 160 mètres au-dessus du niveau de la mer, ce qui signifiait que ses missiles pouvaient atteindre tous les membres européens de l'OTAN ainsi que la Turquie. En outre, le sol était facile à excaver et la population locale était petite. Il n'y avait pas de plus grandes villes ou villages à proximité, juste des maisons isolées dont les habitants étaient payés 4 500 roubles pour être relogés.
En 1960, plus de 10 000 soldats soviétiques ont commencé à travailler secrètement dans le parc national de Žemaitija pendant plus de deux ans. Les coûts de construction étaient comparables aux coûts de construction d'un quartier urbain ou d'une petite ville.

### Opérations
La base était considérée comme l'un des plus grands secrets militaires soviétiques, révélé par les missions de reconnaissance américaine en 1978. Le site de lancement de missiles nucléaires de Plokštinė fut opérationnel environ trois ans après sa création.

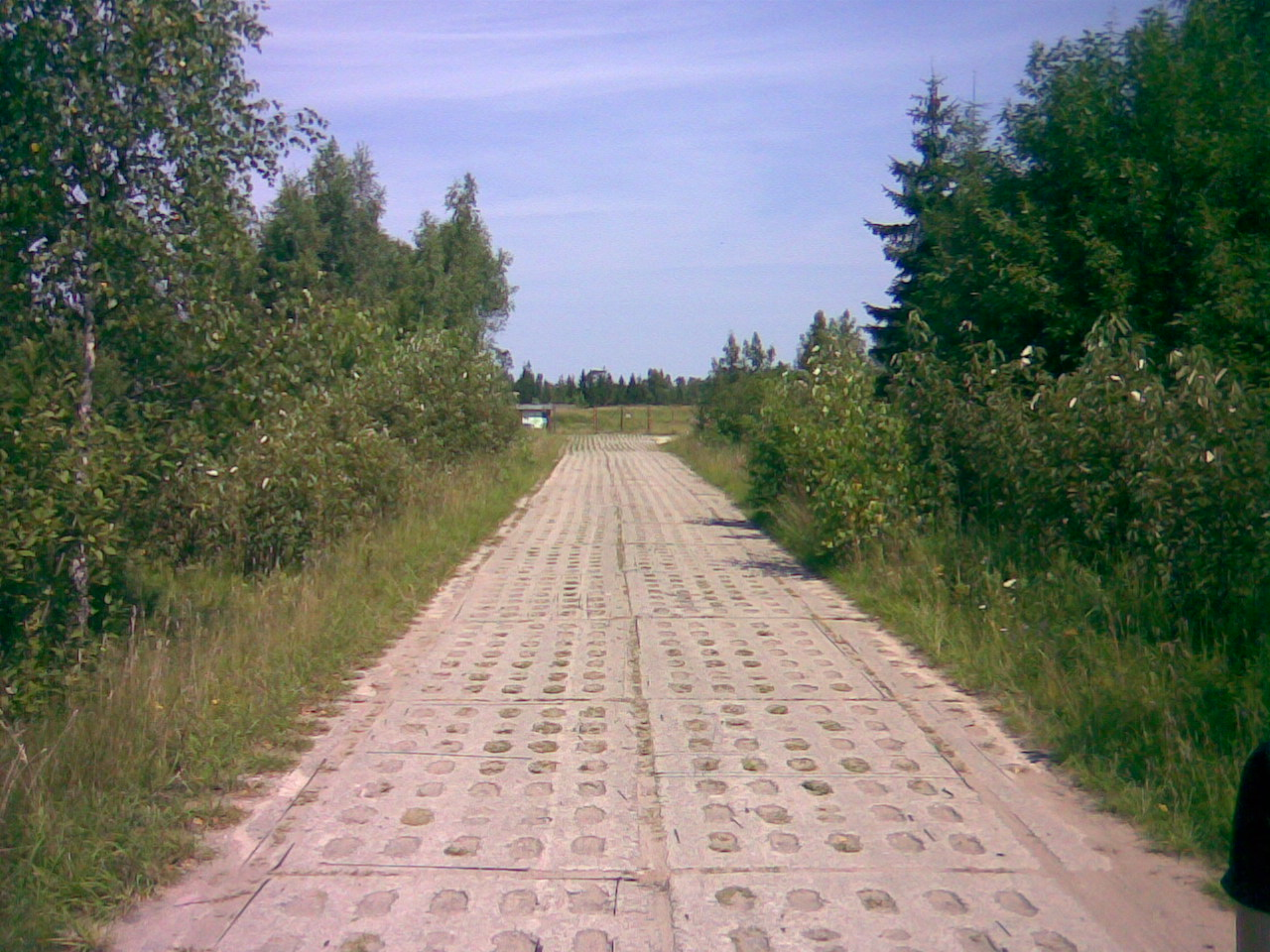
La route vers la base

La base était dotée d'un réseau de tunnels et comprenait quatre puits d'une profondeur comprise entre 27  et   34 mètres. Ils étaient couverts par des dômes de béton qui pouvaient être déplacés sur des rails en 30 minutes. La base pouvait rester autonome pendant 15 jours, ou pendant trois heures si elle était hermétiquement fermée. La clôture électrique environnante était normalement alimentée en 220 V, avec une possibilité d'élever la tension à 1700 V en cas d'alerte. 
L'effectif était composée d'environ 300 personnes, pour la plupart des gardes militaires.
La base comprenait quatre silos abritant des missiles R-12 Dvina dotés d’ogives nucléaires. Ces missiles étaient propulsés à l'aide d'un carburant moyenne-portée. Ils pesaient plus de 40 tonnes, dont 1 500 kilogrammes d'ogives. Ces missiles sol-sol avaient une portée d'un peu moins de 2 500 kilomètres. 
Aucun missile, même pour les tests, n'a été lancé depuis la base. 
Grâce aux accords soviéto-américains, le lancement d'un missile nécessitait la rotation quasi simultanée de deux clés différentes par deux opérateurs.

### Démantèlement
Après douze ans d'exploitation, le site a été fermé. Au moment de l'effondrement de l'Union soviétique, le site a été abandonné et non entretenu. Il a été visité par des explorateurs urbains et a souffert de nombreux vols de métaux. 
Depuis sa rénovation en 2012, l'ancien site de la base abrite désormais le musée de la Guerre froide, ouvrant l'un des quatre silos existants pour les visiteurs.